# Красный Яр (Старополтавский район)
Красный Яр — село в Старополтавском районе Волгоградской области России, административный центр и единственный населённый пункт Красноярского сельского поселения.
Основано беглыми крестьянами в XVIII веке
Население — 545 (2021)

## История
Впервые упоминается в 1747 году. Первыми жителями стали беглые крепостные крестьяне из Тамбовской, Пензенской, Самарской губерний. Часть поселенцев перешла из села Лапоть (ныне село Белогорское) после разгрома восстания Е. И. Пугачева в 1775 году. Название село получило от крутого берега на протоке рукава Волги — Сурминки, имевшего красноватый цвет (глина).
Исторически село входило в состав Новоузенского уезда Самарской губернии. В начале XX века селе имелось две церкви («красная» и «белая»), начальная церковно-приходская школа. Согласно Списку населённых мест Самарской губернии 1910 года село Красный Яр относилось к Черебаевской волости, село населяли бывшие удельные крестьяне, преимущественно русские, православные, единоверцы и раскольники, всего 2163 мужчины и 2155 женщин, в селе имелись 2 церкви (православная и единоверческая), земская и церковно-приходская школы, школа грамоты, почтовое отделение, земская станция, фельдшер, 4 паровые и 3 ветряные мельницы, маслобойня
В 1920-х село было включено в состав Ровенского кантона АССР немцев Поволжья (с 1927 года — Зельманский кантон). С 1935 года в состав Иловатского кантона. В 1930-е годы была взорвана красная церковь. В белой церкви вплоть до переселения села находилось зернохранилище, затем сельский клуб. Имелась школа-семилетка. Создана организация «Колобруч» по вырубке хвороста для нужд населения. Организован колхоз «Большевик».
В 1941 году началась частичная мобилизация. 28 августа 1941 года был издан Указ Президиума ВС СССР о переселении немцев, проживающих в районах Поволжья. Немногочисленное немецкое население депортировано в Сибирь и Казахстан. После ликвидации АССР немцев Поволжья село включено в составе Иловатского района отошло к Сталинградской области. Всего в годы Великой Отечественной войны на фронт из села было призвано 582 человека, погибло 214. В 1942-43 годах село принимает эвакуированных из Ленинграда, Сталинграда, с Украины.
В начале 1950-х началось строительство Сталинградской ГЭС. Село оказалось в зоне затопления. В 1956 году начался перенос села на новое место. В 1957 году три колхоза «Большевик», «Коммунист», «Красноармеец» объединились в один колхоз «Победа». В 1961 году в селе была построена новая двухэтажная средняя школа.
Согласно Решению Исполнительных комитетов Волгоградского областного (промышленного) и (сельского) Советов депутатов трудящихся от 7 февраля 1963 года № 3/55 «Об укрупнении сельских районов и изменении подчиненности районов и городов Волгоградской области» Иловатский район полностью вошел в состав Николаевского района. С 1964 года село включено в состав Старополтавского района.

## Физико-географическая характеристика
Село Красный Яр расположено в степи, в Заволжье, на восточном берегу Волгоградского водохранилища, на высоте около 35 метров над уровнем моря. Рельеф местности равнинный. Вдоль берега Волгоградского водохранилища — обрыв. Почвы каштановые. К северу от села имеется массив песков, закреплённых лесонасаждениями (Кустаревские пески)
Расстояние до районного центра села Старая Полтавка составляет 70 км, до областного центра города Волгограда — 270 км, до города Саратова — 160 км.
Климат
Климат умеренный континентальный (согласно классификации климатов Кёппена — Dfa). Многолетняя норма осадков — 389 мм. Наибольшее количество осадков выпадает в июне — 41 мм, наименьшее в марте — 21 мм. Среднегодовая температура положительная и составляет + 7,0 °C, средняя температура самого холодного месяца января −9,6 °C, самого жаркого месяца июля +23,1 °C.
Часовой пояс
Красный Яр, как и вся Волгоградская область, находится в часовой зоне МСК (московское время). Смещение применяемого времени относительно UTC составляет +3:00.

## Население
Динамика численности населения по годам:
| 1859 | 1889 | 1897 | 1910 | 1926 | 1987  | 2002 |
| ---- | ---- | ---- | ---- | ---- | ----- | ---- |
| 2522 | 3082 | 2521 | 4318 | 3267 | ≈1100 | 828  |

| 2010 | 2012 | 2013 | 2014 | 2015 | 2016 | 2017 |
| ---- | ---- | ---- | ---- | ---- | ---- | ---- |
| 697  | ↘692 | ↘649 | ↘637 | ↗641 | ↘635 | ↘614 |
| 2018 | 2019 | 2020 | 2021 |      |      |      |
| ↘597 | ↘568 | ↘563 | ↘545 |      |      |      |